# Pagophila eburnea
La gaviota marfileña o gaviota de marfil (Pagophila eburnea)  es una especie de ave caradriforme de la familia de las gaviotas (Laridae). Es la única especie del género Pagophila. Se reproduce en el Ártico y tiene una distribución circumpolar a través de Groenlandia, al norte de América del Norte y Eurasia.

## Taxonomía
Fue descrita inicialmente por Constantine Phipps como Larus eburneus, de un espécimen recolectado en Spitsbergen. Johann Jakob Kaup más tarde reconoció los rasgos únicos de la gaviota marfil y le dio un género monotípico Pagophila en 1829. Johan Ernst Gunnerus más tarde le dio a la especie una nueva denominación específica, Pagophila alba. Hoy en día algunos autores consideran que no se merece su género monotípico, en su lugar debería fusionarse junto con otras gaviotas monotípicas, y regresarse a Larus. 
Sin embargo, la mayoría de los autores no han optado por hacerlo. La gaviota marfil no tiene subespecies. No se conoce ningún miembro fósiles de este género.
Tradicionalmente se cree que las gaviotas con las que están más estrechamente relacionadas son la gaviota de Sabine, o la gaviota de Ross.  Se diferencia anatómica de los otros géneros por tener un tarsometatarso relativamente corto, un hueso pubis estrecho, y potencialmente más flexibilidad en la estructura cinética del cráneo. Estructuralmente, es más similar a las gaviotas del género Rissa, sin embargo, análisis genéticos recientes basados en secuencias ADNmt muestran que la gaviota de Sabine es el pariente más cercano, seguido por el género Rissa, compartiendo clado con la gaviota de Ross y la gaviota de las Galápagos. "Pagophila" se mantiene como un género único debido a las diferencias morfológicas, ecológicas y de comportamiento de las aves de esta especie.

## Descripción
Esta especie es fácil de identificar, el tamaño es de 40 a 44 centímetros, la envergadura es de entre 110 a 120 centímetros y pesa 450-690 g, la silueta es una reminiscencia de la gaviota tridáctila. Las aves adultas tienen el plumaje completamente blanco que carece de la parte posterior gris de otras gaviotas. Las patas son cortas y negras. El pico es de color azul con la punta amarilla. Las aves jóvenes tienen la cara oscura y cantidades variables de negro moteado en las alas y la cola. Los polluelos se llevan dos años para alcanzar el plumaje de adulto. No hay diferencias en la apariencia de todo rango geográfico de la especie.

## Distribución y hábitat

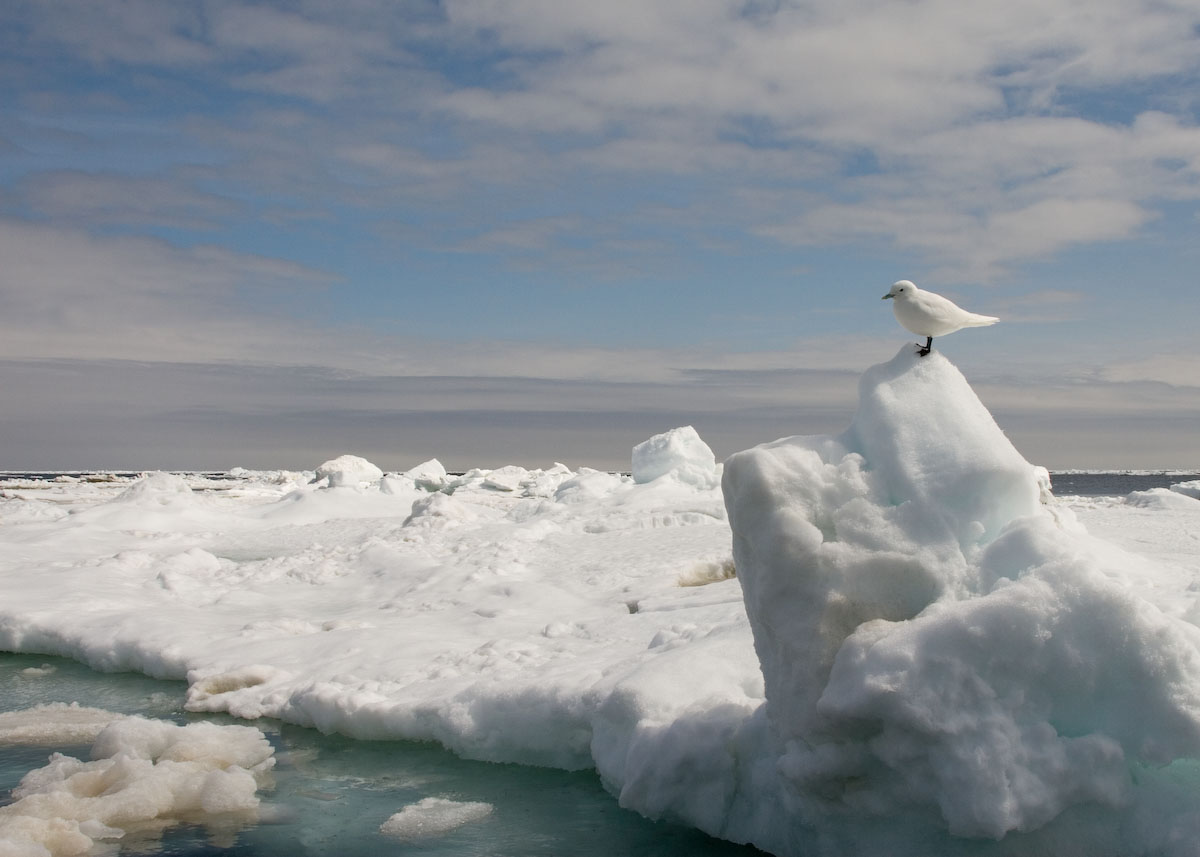
Gaviota marfil invernando en el mar de Bering

En América del Norte sólo se reproduce en el Ártico canadiense. La isla Seymour en Nunavut es en donde se encuentra la colonia de reproducción más grande conocida, mientras que Ellesmere, Devon, Cornwallis y las islas al norte de Baffin son lugares conocidos de colonias de cría. No existen registros de cría en Alaska.
Durante el invierno viven cerca de las polinias, una gran superficie de agua abierta rodeada de hielo marino. Las aves de América del Norte, junto con algunas de Groenlandia y Europa, invernan a lo largo de los 2000 km de los bordes de hielo que se extienden entre los 50 ° y 64 ° N, desde el mar del Labrador hasta el estrecho de Davis, que está bordeado por Labrador y el suroeste de Groenlandia. También se ven a menudo en las costas del este de Terranova y Labrador, y de vez en cuando aparecen en la orilla norte del golfo de San Lorenzo y el interior del Labrador, y desde octubre a junio en los mares de Bering y Chukchi. También es un vagabundo en toda la costa Canadá y el noreste de Estados Unidos, aunque se han reportado registros de individuos hasta el sur de California y Georgia, la mayoría de los registros son de finales de noviembre y a principios de marzo. Las aves jóvenes tienden a deambular más lejos del Ártico que los adultos.

## Ecología y comportamiento
Migran solo distancias cortas al sur, en otoño, la mayoría de la población inverna en las latitudes del norte, en el borde de los bancos de hielo, aunque algunas aves llegan a las zonas más templadas.
Se alimenta de peces, crustáceos, roedores, huevos y polluelos pequeños, también es un carroñero oportunista, a menudo se alimenta de cadáveres de pinnípedos o marsopas. Siguen a los osos polares y a otros depredadores y se alimentan de los restos de sus presas.

## Otras lecturas
- Seabirds by Harrison, ISBN 0-7470-1410-8
- Bull, John; Farrand, Jr., John (abril de 1984). The Audubon Society Field Guide to North American Birds, Eastern Region. Nurva York: Alfred A. Knopf. ISBN 0-394-41405-5.